# Ливингстон (Висконсин)
Ливингстон (енгл. Livingston) град је у америчкој савезној држави Висконсин.

## Демографија
По попису из 2010. године број становника је 664, што је 67 (11,2%) становника више него 2000. године.
| Група             | 2000.       | 2010.       |
| Белци             | 595 (99,7%) | 662 (99,7%) |
| Афроамериканци    | 0 (0,0%)    | 1 (0,2%)    |
| Азијати           | 0 (0,0%)    | 0 (0,0%)    |
| Хиспаноамериканци | 2 (0,3%)    | 0 (0,0%)    |
| Укупно            | 597         | 664         |